# 耿如杞
耿如杞（16世纪？—1631年），字楚材，别號朴公。山东東昌府館陶縣人。明末政治人物。官至山西巡撫。崇禎二年（1629年）清兵入塞，耿如杞率兵勤王，因士兵嘩變，牽連下獄問斬。

## 生平
耿如杞幼時聰慧，博覽知書。萬曆三十四年（1606年）丙午科山東鄉試第十七名舉人，四十四年（1616年）中丙辰科進士，吏部觀政，四十七年授戶部浙江司主事，改雲南司主事。天启初年（1621年），升任职方郎中，二年养病，五年出官陕西参议，六年遷遵化兵備河南參政。因不肯向魏忠賢叩拜，被魏陷害，诬陷得赃款6300金，後定秋決，得白楹所救獲免。
崇祯帝即位，魏忠贤伏法。耿如杞获赦，升任太仆寺卿。崇禎元年（1628年）三月，陞任都察院右副都御史，提督鴈門等関兼巡撫山西。崇祯二年（1629年），清軍自喜峰口入，北京大震。耿如杞会同总兵官張鴻功雄兵五千入衛北京，兵部令守通州，又調昌平，又明日調良鄉，久未得餉，三日不得食，以致嘩變大掠。崇禎聞知大怒，下詔逮捕如杞、鴻功。崇祯四年（1631年），斩於西市。其子耿章光上书鸣冤，後平反昭雪，弘光帝加封左佥都御史。

## 著作
著有《与争录》、《抚晋疏稿》等。

## 家族
曾祖耿明，江西左參政。祖父耿佥，經歷。父耿洛，儒官。
有子耿章光，進士，官尚寶司卿。

## 延伸阅读
[在维基数据编辑]
 《明史卷二百四十八》，出自《明史》